# Peucedanum wrightii
Peucedanum wrightii är en flockblommig växtart som beskrevs av Minosuke Hiroe. Peucedanum wrightii ingår i släktet siljor, och familjen flockblommiga växter. Inga underarter finns listade i Catalogue of Life.